# 한얼교
한얼교는 수용신앙을 실천하는 통합종교이다. 일반적으로 단군계 전통종교로만 알려진 바와 달리 한얼교는 단군을 무조건적으로 숭배하는 종교가 아니라 “모든 존재를 널리 이롭게 하리라”는 홍익인간의 절대적 가치를 초월적 구심점으로 온 인류가 종교와 이념, 인종과 국가, 정치적 대립과 역사적 갈등을 넘어서 화합할 수 있는 새로운 정신문화를 제시하며, 타종교의 신앙방식을 존중하되 진리 안에서 상호 공존할 수 있는 수용신앙을 실천하는 종교라고 한다.

## 한얼교 설명
한얼교는 창교이념인 "홍익인간 한얼정신"(모든 존재를 널리 이롭게 하라), "내얼이 한얼이다" (만물의 본질은 하나이며 본질적 차원에서 온 인류는 하나다), "만교일본 만법귀정" (신앙의 방식은 다를지언정 신앙의 근원인 진리는 하나다)의 근본종지를 초월적 구심점으로 삼아 "종교간의 차이를 상호 존중하고 수용하여 갈등과 대립을 극복하고 화합과 상생을 실현하기 위한 수용신앙"을 실천하는 종교이다.
특정 대상을 믿고 숭배하는 것이 아니라 모든 깨어난 성현들(단군님, 예수님, 부처님, 노자님, 공자님 등)을 진리의 스승으로 삼아 가르침의 핵심 진리를 이해하여 실현해야 하고, 에고의식이 아닌 나얼의식(본성)으로 현존하여 지혜와 자비를 실천해야 한다고 교화한다. 그렇기에 한얼교는 개개인의 신앙을 존중하고 독려하며 각자의 종교를 신앙하면서도 자유롭게 한얼교의 가르침을 배울 수 있고 한얼교를 신앙하기 위해 자신의 종교를 포기해야 할 의무나 책임이 없다고 한다.

## 역사
1965년 대오각성 정각묘득한 신정일(申正一, 1938년~1999년)이 한얼과 바름을 설법하며 대중교화를 시작한 것이 한얼교 태동의 시작이 되었다.
1967년 공식적으로 대한민국 문공부로부터 정식 종교단체 인가를 받아 설립했고 1978년 「한교선언」을 통해 현재의 한얼교로 개명 후 오늘날에 이르렀다.
한얼교 법통 신정일은 종교 분야 뿐만 아니라 정치(대통령 선거 출마), 경제(한온그룹 총재), 외교(주한이라크 명예영사), 학술(하버드, 옥스포드 펠로우), 문화예술체육(유수협 회장, 대한올림픽위원) 등 다양한 분야에서 활동하였고 1999년 그의 초월철학의 핵심과 한사상의 정수를 집대성한 한얼말씀을 남기고 열반 후 여러 과의 진신사리와 최초의 진모사리, 28과의 치사리가 수습되어 보존되었으며 전국적으로 사리친견 행사를 가졌다.
한얼교는 창시자의 타계 후 구조조정을 거쳐 신앙과 운영을 분리해 운영위원회 공동대표체제를 확립했다. 이후 본격적인 혁신을 통해 기존 관습과 형태를 벗어나 한얼교 교인이 되지 않고서도 자유롭게 한사상을 배울 수 있도록 하고, 한얼교의 철학과 사상을 배우면서도 다른 종교를 신앙할 수 있도록 공식적으로 종교의 자유를 보장하는 등 자율적인 수용신앙 시스템을 확립했다.
특히 법통의 유지에 따라 그를 기념하는 성전 건립 대신 진리를 빛의 형태로 표현한 한얼정신문화예술을 활용해 예산을 절감하며 본질에 집중해 법통의 열반을 기념하였다. 이를 계기로 교세확장과 고전적 포교활동 대신 누구든 절차와 관습으로부터 자유롭게 한얼정신문화예술을 감상하고 명상과 성찰로 의식과 예식을 대신 할 수 있도록 공식화하는 등 형식과 관습을 초월해 혁신적으로 변화해 왔다고 한다.
2015년 한얼교는 창교 50년 한얼절 교절을 맞이하여 강화도 마니산 한얼본원에서 창시자 신정일의 사리 친견과 한얼말씀 판각본을 전시하는 공식 행사를 가졌으며 창립 50주년을 맞이해 반백년 역사를 기념했다.
한얼교는 창교 반세기를 기념하며 창교인 총회의결을 거쳐 종교와 미술의 결합인 “한얼정신 문화예술”을 통해 일반인들이 단체종교활동 없이 온라인으로 한얼철학을 경험하고 수용신앙에 참여할 수 있는 새로운 정신문화를 소개해왔다.

## 한얼교의 사상과 가르침 (한법)

### 한법[31]
- 한얼교의 한법은 민족과 국가, 인종과 종교를 초월해서 모든 존재를 널리 이롭게 하기 위한 법도이자 가르침으로 외부적 조건이나 다른 누군가를 바꾸기 위한 방법이 아닌 나 자신의 내면의 상태, 의식의 차원을 변화하는 방법이고 그것은 생각하는 마음과 신앙의 대상을 바꾸는 것이 아니라 마음의 뿌리를 변화하는 법이라고 한다.
- 한법은 모든 종교와 각자의 신앙방식을 존중하고 장려하며 종교인이건 비종교인이건 또는 어떤 종교를 가지고 있건 각자의 종교에서, 각자의 믿음 안에서 그리고 각자의 삶에서 각자의 방식으로 참된 진리를 발견하여 깨우치고 삶의 정수를 누리며 한얼과 하나인 나얼의 위대한 가능성을 실현하라고 한다.

### 용어 설명 (한, 얼, 한얼, 나얼의 뜻)
- '한'은 하나이자 영원불멸한 전체를 뜻하며 ‘얼’은 그 안에 깃든 혼, 만물의 본질을 뜻한다고 한다.
- 한얼교의 ‘한얼’은 창조의 근원과 만물의 본성, 신앙의 본질이자 진리의 현존을 표현한 것이라 한다.
- ‘나얼’은 나라는 에고가 생기기전 내 의식의 본래 존재상태, 순수존재의식이자 에고를 극복할 때 다시 만나는 초월적 본성을 의미한다고 한다.

### 내얼이 한얼이니 한얼과 하나되라
- "만물은 존재의 초월적 차원에서 하나이다", 또는 "본질적 차원에서 온 인류는 하나다"라는 진리를 집약한 문장으로 해석된다.
- "자아의 마음으로부터 벗어나 한얼의 마음(한얼심)으로 진리를 실천할 때 내가 곧 진리의 현존이다"를 표현한 문장으로 해석되기도 한다.
- 또한 '에고의식' 상태에서 깨어나 자신의 본성인 '나얼의식'으로 현존하여 모든 존재를 위한 지혜와 자비를 실천하자는 한얼교의 근원적 가르침을 한 마디로 집약한 문장이라고 한다.

### 홍익인간 정신의 계승. 한얼교와 단군과의 관계
- 한얼교는 특정 대상을 믿고 숭배하는 종교가 아니라 모든 종교의 창시자들(예수님, 노자님, 공자님, 부처님, 단군님)을 포함 모든 깨달은 성현들을 동일한 의미, 진리의 스승으로 존경하며, 종교적 제약을 초월해 가르침의 핵심진리를 이해하고 실천하는 것을 규범으로 하며, 타종교의 진리를 추구하는 신앙방식을 상호 존중하고 장려하는 수용신앙을 실천한다고 한다.
- 단군 또한 숭배하는 것이 아니라 “모든 존재를 널리 이롭게 하라”는 홍익인간 한얼정신을 근본으로 형식을 초월한 진리를 신앙하고 실천하고자 하기에 한얼교 성전에는 어떠한 형상이나 상징을 두지 않고 형상너머의 참된 진리를 상징하는 비어있는 빈자리만을 둔다고 한다.
- 진리를 가리키는 손가락이 아닌, 손가락이 가리키는 형상 너머의 진리를 상징하는 고요히 비어있는 자리는 ‘우리의 형상 너머 본성의 자리’, ‘형상의 근원인 내 얼의 자리’, '나얼을 찾아 한얼(만물의 본성)과 하나될 초월의 자리'를 의미하며, 서로가 다른 시대 다른 환경 속 다른 방식으로 신앙의 길을 걸어왔으나 우리가 형식과 관습을 넘어서 서로의 존재를 인정하고 수용할 때 형식과 제약을 비워버린 진리의 자리에서 하나될 수 있다는 “수용신앙”의 희망과 신념을 의미하기도 한다고 한다.[32]

## 출간물
- 1966년 묘도경
- 1967년 진공묘유론, 정연장서
- 1968년 바른 모습의 신비, 정일운동요람, 정화
- 1969년 정학경서
- 1970년 정학입문
- 1972년 정화이념
- 1973년 통합종교의 출현
- 1975년 단군바른님
- 1976년 얼.바름.행복
- 1978년 민족성전, 인류성전, 한얼경서
- 1980년 한사상[33], 한얼교
- 1981년 한사상의 본질
- 1982년 한사상의 원론[34], 물질의 본질을 규명하는데 있어서의 한의 철학적 해석
- 1984년 한얼교 창교주 신정일[35]
- 1985년 한과학론
- 1986년 한주의온얼사상론[36]
- 1987년 한경, 대통령직선제로 개헌을 제의한다
- 1988년 제13대 대통령 후보 연설문집, 한얼말씀(한얼성서),첨단정신 기술학개론
- 1989년 나의 길, 한주의 정치 철학
- 1990년 한반도 통일 창간호 출판
- 1991년 가능성의 삼위일체, 한반도 통일을 향한 중도 노선
- 1993년 온울과학 성격수학 개론
- 1994년 신정일 정신한온학
- 1995년 한얼교 육대원리 교리서
- 1996년 한님의 만년교리[37]
- 1998년 한얼말씀 36권

### 2000년도 이후 출판목록
- 한얼의 서
- 만년성서
- 나얼의 서
- 광명의 서
- 온얼 광명의 서
- 지적 혁명
- 정념의 서
- 훈법지
- 실생활법문
- 전법교육에세이

## 같이 보기
- 신정일